# Myrmarachne paviei
Myrmarachne paviei är en spindelart som först beskrevs av Simon 1886.  Myrmarachne paviei ingår i släktet Myrmarachne och familjen hoppspindlar. Inga underarter finns listade i Catalogue of Life.